# Bataille de Debrecen
Seconde Guerre mondiale
Batailles
Front de l’Est

Prémices :
- Campagne de Pologne
- Guerre d’Hiver

Guerre germano-soviétique :
- 1941 : L'invasion de l'URSS

- Opération Barbarossa

Front nord : 
- Guerre de Continuation
- Opération Silberfuchs
- Siège de Léningrad

Front central : 
- 2e bataille de Brest-Litovsk
- Bataille de Białystok–Minsk
- 1re bataille de Smolensk
- Bataille de Kiev

Front sud : 
- Siège d'Odessa
- Campagne de Crimée

- 1941-1942 : La contre-offensive soviétique

Front nord : 
- Poche de Demiansk
- Poche de Kholm

Front central : 
- Bataille de Moscou

Front sud : 
- Seconde bataille de Kharkov

- 1942-1943 : De Fall Blau à 3e Kharkov

Front nord : 
- Offensive de Siniavino
- Opération Iskra
- Bataille de Krasny Bor
- Opération Poliarnaïa Zvezda

Front central : 
- Opération Mars

Front sud : 
- Bataille du Caucase (opération Fall Blau)
- Bataille de Stalingrad
- Opération Uranus
- Opération Saturne
- Offensive d'Ostrogojsk-Rossoch
- Offensive de Voronej-Kastornoe
- Opération Gallop
- Opération Étoile
- Troisième bataille de Kharkov

- 1943-1944 : Libération de l'Ukraine et de la Biélorussie

Front central : 
- 2e bataille de Smolensk
- Opération Bagration

Front sud : 
- Bataille de Koursk
- Bataille du Dniepr
- Offensive Dniepr-Carpates
- Offensive de Crimée
- Offensive de Lvov-Sandomir

- 1944-1945 : Campagnes d'Europe centrale et d'Allemagne

Allemagne : 
- Offensive Vistule-Oder
- Offensive de Poméranie orientale
- Siège de Breslau
- Offensive de Prusse-Orientale
- Bataille de Königsberg
- Bataille de Seelow
- Bataille de Bautzen
- Bataille de Berlin
- Capitulation allemande

Front nord et Finlande : 
- Guerre de Laponie
- Offensive Leningrad-Novgorod
- Bataille de Narva

Europe orientale : 
- Opération Margarethe
- Insurrection de Varsovie
- Soulèvement national slovaque
- Opération Panzerfaust
- Bataille de Budapest
- Opération Frühlingserwachen
- Offensive de Vienne
- Insurrection de Prague
- Offensive de Prague
- Bataille de Slivice

Front d’Europe de l’Ouest

Campagnes d'Afrique, du Moyen-Orient et de Méditerranée

Bataille de l’Atlantique

Guerre du Pacifique

Guerre sino-japonaise

Théâtre américain
La bataille de Debrecen est une bataille menée par le Groupe d'armées Sud allemand contre l'Armée rouge autour de la ville de Debrecen en 1944.

## Contexte
Le 23 août 1944, l'ancien allié de l'Allemagne, la Roumanie déclare la guerre à l'Allemagne et à son allié la Hongrie. Le 8 septembre, la Bulgarie, un autre ancien allié de l'Allemagne, lui déclare la guerre.
Après la perte de la Roumanie et de l'Ukraine, l'Allemagne regroupe ses forces en Hongrie.

## Chronologie
Le commandant du groupe d'armée sud le général Johannes Friessner demande à Hitler de se retirer. Hitler refuse, mais promet des forces supplémentaires pour le groupe de l'armée de Friessner. Hitler ordonne à Friessner de commencer une nouvelle offensive dans le but de la destruction de deux des Armées de Malinovsky, de la 27e armée et de la 6e armée.
Le 14 septembre 1944, Malinovsky, en collaboration avec le 3e Front ukrainien, lance l'offensive de Belgrade. Friessner a concentré ses troupes pour sa propre offensive planifiée et le deuxième front ukrainien de Malinovsky a eu une forte résistance. Après une semaine d'attaques infructueuses, Malinovsky a annulé son offensive et a ordonné à la 6e armée, ainsi que le Groupe mécanisé de cavalerie commandé par Pliyev (7e corps mécanisé), le 4e corps de cavalerie et le 6e corps de cavalerie, avec 389 chars et le corps de cavalerie du général Sergei Ilyich Gorchkov, le 5e corps de cavalerie, avec le 23e corps avec 146 chars d'assaut vers la région d'Oradea.
En septembre 1944, Malinovsky et Friessner ont reçu de nouveaux ordres. Malinovsky a reçu l'ordonne d'attaquer vers Budapest. Il devait utiliser les 46e et 1re armées roumaines avec le groupe mécanisé Cavalerie Pliyev comme force mécanisée pour percer les défenses. Le reste des forces de Malinovsky, la 6e armée, la 53e armée et le groupe de chars de cavalerie Gorchkov, devaient attaquer au nord, près d'Oradea, vers Debrecen. Le plan était que les deux têtes de lance se lient et encerclent les forces allemandes. Pendant ce temps, les ordes de Friessner incluaient une attaque d'Oradea avec l'armée de Fretter-Pico.